# Pevikhornet
Das Pevikhornet (norwegisch) ist ein 1021 m hoher Nunatak im ostantarktischen Königin-Maud-Land. Er ragt in den Lingetoppane am östlichen Ende des Fimbulheimen auf.
Wissenschaftler des Norwegischen Polarinstituts benannten ihn 1969. Namensgeber sind die aus den Vereinigten Staaten stammenden Brüder Johnny (1913–1944) und Arthur Pevik (1915–1974), die als Anführer Widerstandsbewegung gegen die deutsche Besatzung Norwegens im Zweiten Weltkrieg in Trondheim aktiv waren. Johnny Pevik wurde am 19. November 1944 im Auftrag des SS-Obersturmbannführers Gerhard Flesch im Gestapo-Hauptquartier in Trondheim durch Erhängen ermordet.